# نمایش تریسی آلمن
نمایش تریسی آلمن یک مجموعه تلویزیونی آمریکایی است که نقش اول آن را تریسی آلمن بر عهده دارد. پخش آن از ۵ آوریل ۱۹۸۷ در شبکه فاکس آغاز شد و دومین برنامه ساعات پربیننده پس از متأهل... دارای بچه بود. پخش این مجموعه تا ۲۶ مه ۱۹۹۰ادامه یافت. نمایش توسط گارسی فیلمز و تلویزیون فاکس قرن بیستم تهیه شده بود. مجموعه ترکیبی از کمدی اسکچ و تعداد زیادی موسیقی بود که پائولا عبدل به عنوان طراح رقص آن به شمار می‌رفت.
نمایش تریسی آلمن برای ساخت مجموعه‌ای از بخش‌های کوتاه را با حضور خانواده سیمپسون شهرت یافت. مجموعه‌ای که بعداً تبدیل به مجموعه سیمپسون‌ها شد؛ که آن نیز کار از گارسی فیلم و تلویزیون فاکس قرن بیستم بود. (اکنون تلویزیون فاکس قرن بیستم)

## شخصیت‌ها
آلمن مجموعه‌ای از نقش‌ها را بازی کرده است که بیشترشان یک بار بوده‌اند. هنگامی که طرح‌ها روی موضوع اصلی تمرکز کردند، آن‌ها بهترین شخصیت‌ها بود که آن رویه داستان خاص را روایت کنند. چندی از شخصیت‌ها متعاقباً بازگشتند.
در فصل چهارم، آلمن بیش از ۱۰۸ شخصیت را ایفا کرده بود.

## جوایز

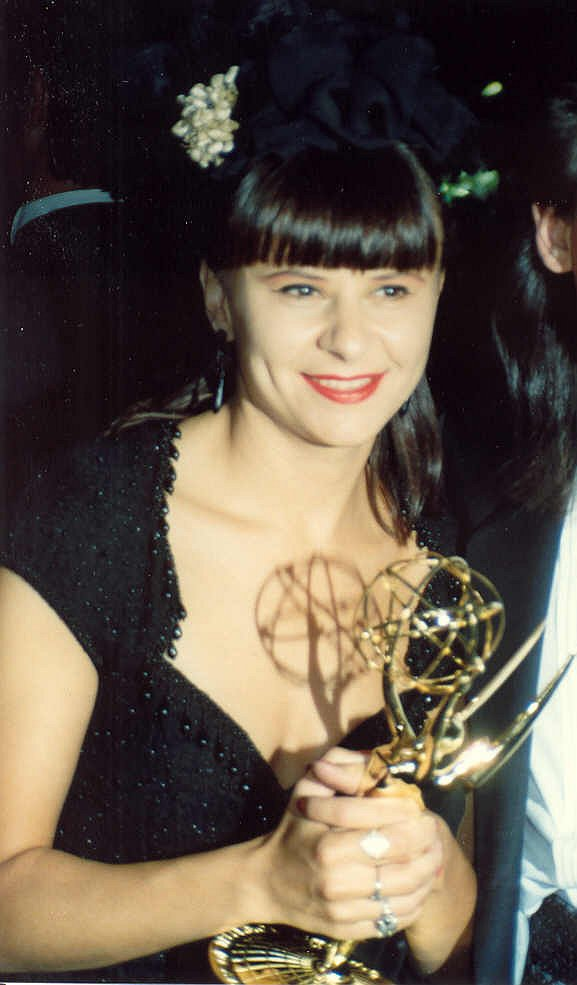
تریسی آلمن در جشنواره جوایز امی ۱۹۸۹

نمایش برنده سه جایزه امی شد: کمدی، موسیقی یا انواع برجسته در ۱۹۸۹ و ۱۹۹۰ و برای بازدهی بالا تک نفره برجسته در موسیقی، کمدی یا انواع (دیگر) در ۱۹۹۰. همچنین پائولا عبدل برنده جایزه امی ساعات پربیننده برای طراحی رقص برجسته شد. عبدل برای قرار دادن آلمن در روال طراحی شده رقص شدید به یاد مانده. آلمن آموزش دید تا تبدیل به یک رقاص شود.

## بازیگران

### بازیگران اصلی
- تریسی آلمن (فصل ۱–۴)
- دن کستلانتا (فصل ۱–۴)
- جولی کاونر (فصل ۱–۴)
- سم مک موری (فصل ۲–۴)
- جوزف مالون (فصل ۲–۴)
- آنا لوین (فصل ۳)

### ستاره مهمان
- جودیت بارسی – کارن (۲ قسمت ۱۹۸۷–۱۹۸۸)
- مل بروکس – باز اسکلنجر یک مدیر فیلم (۱ قسمت، ۱۹۹۰)
- کلارنس کلمونس – عضو شاپاهولیکس مخفی (۱ قسمت، ۱۹۸۹)
- گلن کلوز – ویرجینیا وینسلو (۱ قسمت، ۱۹۹۰)
- رابرت کوستانزو , تونی مانتی (۲ قسمت ۱۹۸۹–۱۹۹۰)
- تیم کوری – ایان مایل راک استار (۱ قسمت، ۱۹۸۹)
- آنه د سالوو – روانی بیمار (۱ قسمت، ۱۹۸۹)
- فرن درشر – کارمند فروش (قسمت ۱، ۱۹۹۰)
- کلسی گرمر – (قسمت ۱، ۱۹۹۰)
- دوریس گرا – کارلا کارگر دفتر (۳ قسمت ۱۹۸۸–۱۹۸۹)
- مریلو هنر – یکی از سه مادر باردار (قسمت ۱، ۱۹۸۹)
- کارول کینگ – عضو Shopaholics ناشناس (قسمت ۱، ۱۹۸۹)
- چیچ مارین – فروشگاه مالک (قسمت ۱، ۱۹۸۷)
- آندره‌آ مارتین – یک روانپزشک (قسمت ۱، ۱۹۸۹)
- استیو مارتین – طراح رقص که حرکات مسخره‌ای طراحی می‌کند (قسمت ۱، ۱۹۸۷)
- مورین مک گاورن – یک زن که تنها می‌تواند در اتومبیل آواز بخواند (قسمت ۱، ۱۹۸۷)
- هاروی میلر – خرس فوزی (Fuzzy) (2 قسمت ۱۹۸۷–۱۹۸۸)
- متیو پری – (قسمت ۱، ۱۹۸۷)
- بیلی پرستون – عضو شاپولیکس مخفی (قسمت ۱، ۱۹۸۹)
- بیل پولمن – نویسنده مجله (قسمت ۱، ۱۹۹۰)
- کیانو ریوز – خواستگار (قسمت ۱، ۱۹۸۹)
- سزار رومرو – رولاند دیگو (قسمت ۱، ۱۹۸۸)
- ایزابلا روسلینی – مای (۳ قسمت ۱۹۸۹–۱۹۹۰)
- مارتین شورت – دکتر الویس پریسلی عجایب (۲ قسمت ۱۹۸۹–۱۹۹۰)
- استیون اسپیلبرگ – خود را (قسمت ۱، ۱۹۸۹)
- هارولد سیلوستر – دیوید (۲ قسمت ۱۹۸۸–۱۹۸۹)
- بتی توماس – بدنسازی (قسمت ۱، ۱۹۸۹)
- مایکل تاکر -- بالتیمور ساکن (قسمت ۱، ۱۹۸۹)
- استوارت مارگولین  – (3 قسمت ۱۹۸۷)

### انیمیشن توسط
- کلاسکی سوپو (۱۹۸۶–۱۹۸۷)
- فیلم رومن (۱۹۸۷–۱۹۸۹)

## کارگردانان سری
- تد بزل (تعداد نامشخص)
- پل فلاهرتی (یک قسمت ۱۹۸۷)
- هنر ولف (تعداد نامشخص)

## سری نویسندگان
- کیم فولر (تعداد نامشخص)
- جف بارون (تعداد نامشخص)
- دن کستلانتا (تعداد نامشخص)
- پل فلاهرتی (۱۳ قسمت، ۱۹۸۷)
- مارک فلاناگان (تعداد نامشخص)
- سوزان گاتیر (تعداد نامشخص)
- پاول هگیس (تعداد نامشخص)
- سو هرینگ (تعداد نامشخص)
- هالی هولمبرگ بروکس (تعداد نامشخص)
- دیوید ایساکس (تعداد نامشخص)
- کن لوین (تعداد نامشخص)
- هایده پرلمن (تعداد نامشخص)
- مایکل ساردو (۲ قسمت، ۱۹۸۹)
- گای شالمن (تعداد نامشخص)
- سم سایمون (تعداد نامشخص)

## پیوند
نمایش دوباره در کمدی سنترال و شبکه کابلی لایف‌تایم در اواسط و اواخر دهه ۱۹۹۰ در ایالات متحده انجام شد.